# Ulf Eriksson
Ulf Eriksson (26 de mayo de 1942) fue un árbitro internacional y futbolista sueco. Durante la Copa Mundial de Fútbol de 1978 dirigió dos partidos: Perú - Escocia el 3 de junio y Argentina - Polonia el 14 de ese mismo mes.